# Encyrtoscelio minatoris
Encyrtoscelio minatoris är en stekelart som beskrevs av Lê 1986. Encyrtoscelio minatoris ingår i släktet Encyrtoscelio och familjen Scelionidae. Inga underarter finns listade i Catalogue of Life.